# Maude Miner Hadden
Maude Emma Miner Hadden (* 29. Juni 1880 in Leyden, Franklin County, Massachusetts als Maude Emma Miner; † 14. April 1967 in Palm Beach, Palm Beach County, Florida), auch Maude E. Miner Hadden, kurz meistens Maude Miner Hadden, Maude M. Hadden oder Maude Hadden, war eine US-amerikanische Sozialarbeiterin, Schriftstellerin und Lyrikerin. Zusammen mit ihrem Ehemann Alexander Hadden gründete sie 1924 das Institute of World Affairs.

## Leben
Maude Emma Miner wurde im Juni 1880 in Leyden im US-Bundesstaat Massachusetts geboren. Sie studierte am Smith College im gleichen Bundesstaat und schloss ihr Studium mit zwei Doktortiteln ab. Lebenslang blieb sie ein aktives Mitglied von Phi Beta Kappa sowie des Smith Alumni Club. Anschließend dozierte sie am Hood College in Maryland und an der Columbia University in New York City. Alsbald entwickelte sie sich zu einer Pionierin auf dem Feld der sozialen Arbeit. Am Magistrate’s Court in New York City war die erste Bewährungshelferin. Um 1916 war sie Generalsekretärin der New York Probation and Protective Association. Zudem gründete sie 1908 in New York City das Waverly House for Girls und während des Ersten Weltkrieges die Girls Service League, die bedürftigen Mädchen und jungen Frauen Hilfe anbot. Unter anderem gab die Vereinigung Ausbildungen in Hauswirtschaftslehre und vermittelte entsprechende Anstellungen.
Maude Miner heiratete 1924 den reichen Landbesitzer Alexander Hadden und nahm dessen Nachnamen an. Gemeinsam mit ihrem Ehemann gründete sie im gleichen Jahr das Institute of World Affairs, das jährlich einigen Dutzend Studienabsolventen aus verschiedenen Ländern die Möglichkeit anbot, zu einem Seminar über die internationale Politik zusammenzukommen. Ziel des Ehepaars und ihres Institutes war es, über diese Konferenzen das gegenseitige Verständnis und Wohlwollen zu vergrößern. Ursprünglich in Genf beheimatet, zog das Institut während des Zweiten Weltkriegs temporär an die US-Ostküste. Schon nach dem Ersten Weltkrieg war Miner Hadden nach einer Reise nach Genf zu einer Unterstützerin der Friedensbewegung und des Völkerbund-Projektes geworden. 1962 nominierte sie der Politikwissenschaftler Åke Sandler für die Gründung des Institute of World Affairs für einen Friedensnobelpreis.
Ferner verfasste Miner Hadden mehrere Bücher. 1916 veröffentlichte sie das Buch Slavery of Prostitution: A Plea for Emancipation, später folgten unter anderem zwei Gedichtsbände. Kurz vor ihrem Tod stellte sie ihre Autobiografie fertig. Zuletzt lebte sie in New York City, Twin Lakes und Palm Beach, wo sie sich schon seit Jahrzehnten regelmäßig aufhielt. Dort begründete sie den sogenannten Palm Beach Round Table als soziale Vereinigung, die 2022 ihr 90-jähriges Bestehen feierte. Am 14. April 1967 starb sie im Alter von 86 Jahren in Palm Beach nach kurzer Krankheit. Am 19. April fand ein Trauergottesdienst in der episkopalen St. Thomas Church in Manhattan in New York City statt, anschließend wurde Miner Hadden im Friedhof der Kirche beigesetzt. Ein erster Gedenkgottesdienst hatte bereits zwei Tage vorher in der ebenfalls episkopalen Kirche Bethesda-by-the-Sea in Palm Springs stattgefunden.

## Werke
Sachbücher
- Slavery of prostitution; a plea for emancipation. Macmillan, New York City 1916.
- Quest for peace: personal and political. Farrar, Washington, D. C. 1968.

Lyrikbände
- Garnet Rock. Comet Press, New York City 1944.
- High horizons, a collection of poems. Whittier Books, New York City 1957.